# Jesús de la Rosa
Jesús de la Rosa (nacido el 5 de agosto de 1953 en Santo Domingo) es un ex jardinero izquierdo dominicano que jugó en las Grandes Ligas de Béisbol apareciendo en 3 partidos como bateador emergente para los Astros de Houston durante la temporada 1975.

## Números
| JJ | VB | H | H2 | H3 | HR | Ca | CE | BB | SO | BR | AVE  |
| 3  | 3  | 1 | 1  | 0  | 0  | 1  | 0  | 0  | 0  | 0  | .333 |